# Pilocarpină
Pilocarpina este un medicament utilizat în tratamentul presiunii intraoculare crescute și a sindromului de gură uscată. Sub formă de picături oftalmice, este utilizată în tratamentul glaucomului, hipertensiunii oculare și are efect miotic. Efectul pilocarpinei survine de obicei în decurs de o oră și poate dura până la o zi.
Pilocarpina este un alcaloid imidazolic, care a fost extras inițial din  frunzele  de  Pilocarpus  jaborandi  și Pilocarpus microphyllus. Compusul are o acțiune parasimpatomimetică directă și  colinergică,  acționând prin stimulare directă asupra receptorilor muscarinici de la nivelul irisului și a glandelor secretoare.